# Karl Lützel
Karl Lützel (né le 18 juin 1859 à Pirmasens et mort le 9 février 1929 dans la même ville) est un maître boulanger et député du Reichstag.

## Biographie

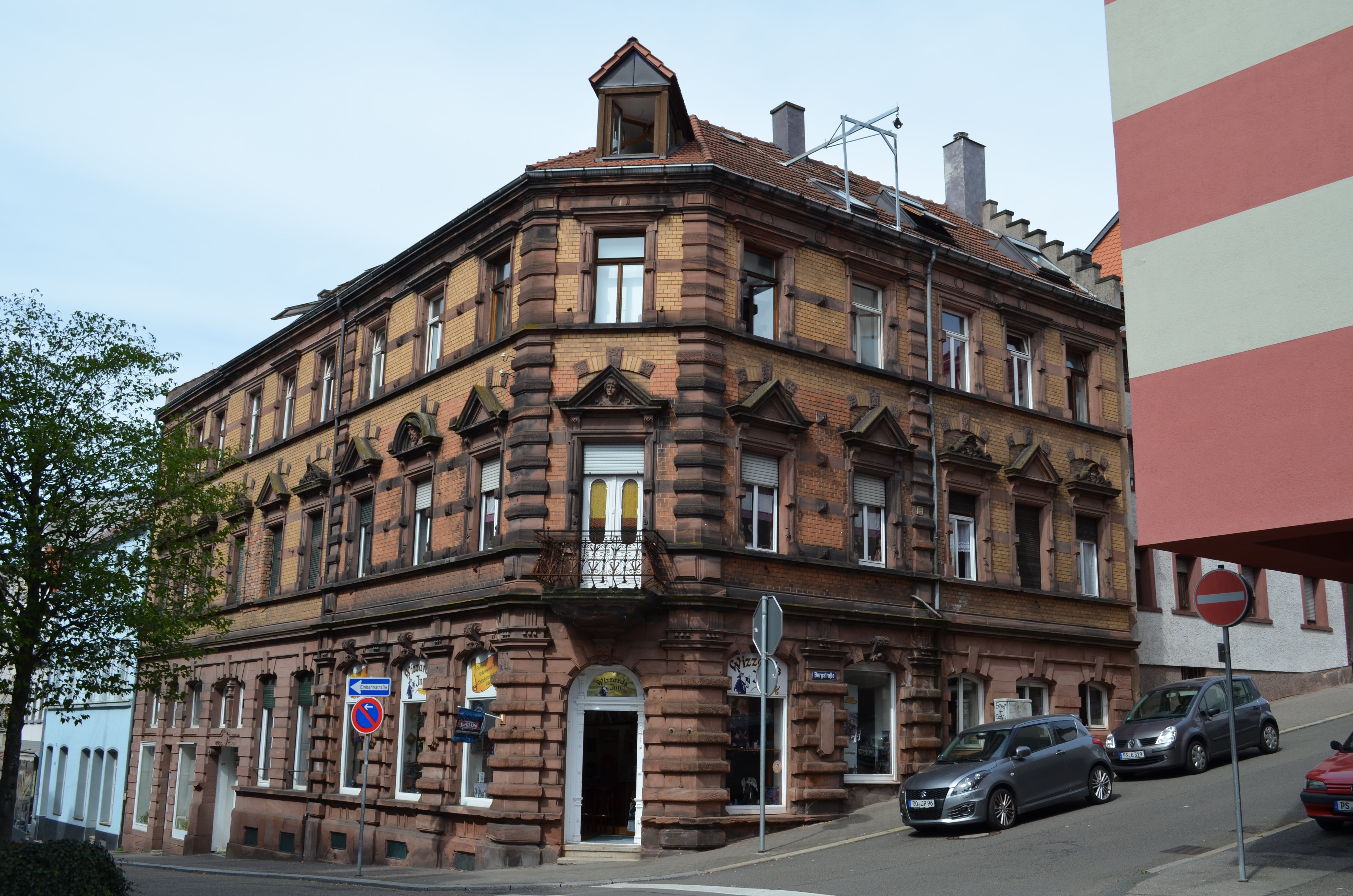
L'ancienne boulangerie Lützel sur la Hauptstrasse de Pirmasens

Lützel étudie à l'école primaire et cinq classes de l'école latine de Pirmasens (de). Il apprend le métier de boulanger de 1876 à 1878 et, à partir de 1883, dirige une boulangerie de pains fins à Pirmasens. En 1878 et 1879, il sert au 2e bataillon royal bavarois de chasseurs à pied (de) à Deux-Ponts. À partir de 1900, il est membre du conseil municipal, du conseil de l'aide sociale des pauvres et du conseil de district et, à partir de ce moment, également vice-président de la Chambre des métiers du Palatinat à Kaiserslautern. En 1898, il devient chef de la guilde des boulangers de Pirmasens et président de l'examen de maîtrise. Il reçoit la Croix du Mérite de Saint-Michel. La boulangerie Lützels est située au 97, Hauptstrasse, au coin de la Bergstrasse et de la Hauptstrasse, et le bâtiment a survécu aux deux guerres mondiales jusqu'à ce jour.
De 1912 à 1918, il est député du Reichstag pour la 4e circonscription du Palatinat (Deux-Ponts (de), Pirmasens) avec le Parti national-libéral.